# Conacul Ștefan Bellu din Gostinari
Conacul Ștefan Bellu din Gostinari este un ansamblu de monumente istorice aflat pe teritoriul satului Gostinari; comuna Gostinari.
Ansamblul este format din următoarele monumente:
- Ruine conac (cod LMI GR-II-m-A-15004.01)
- Biserica „Sf. Nicolae” (cod LMI GR-II-m-A-15004.02)
- Turn clopotniță (cod LMI GR-II-m-A-15004.03)
- Zid de incintă (cod LMI GR-II-m-A-15004.04)

Curtea boierească de la Gostinari a fost ridicată la sfârșitul veacului al XVIII-lea de către marele vistiernic Ștefan Bellu (1767-1833). De la el a fost moștenită de fiul său, marele logofăt Alexandru Bellu (1796-1853), apoi de fii acestuia din urmă, Ștefan și Barbu, ultimul fiind și donatorul terenului pentru Cimitirul Bellu din București. Curtea boierească de la Gostinari a fost lăsată în paragină pe vremea lui Alexandru (1850-1921), urmașul lui Ștefan, care și-a mutat reședința la Urlați, în Prahova.